# 尼古拉·阿帕里科夫
尼古拉·阿帕里科夫（俄語：Апаликов, Николай Сергеевич；1982年8月26日—）是一位俄羅斯排球運動員。他也代表俄羅斯國家男子排球隊參賽。